# 布里亞特蘇維埃社會主義自治共和國
布里亞特蘇維埃社會主義自治共和國（俄語：Бурятская Автономная Советская Социалистическая Республика）是蘇聯的一個自治共和國。1923年設立，當時的名稱是布里亞特蒙古蘇維埃社會主義自治共和國。
1958年，國名中的「蒙古」被去掉。蘇聯解體之後，該國成為俄羅斯聯邦的布里亞特共和國。